# Togo ai Giochi della XX Olimpiade
Il Togo partecipò ai Giochi della XX Olimpiade che si sono svolti a Monaco di Baviera dal 26 agosto all'11 settembre 1972, con una delegazione di sette atleti impegnati in tre discipline: atletica leggera, ciclismo e pugilato. Il portabandiera fu Roger Kangni, che gareggiò negli 800 metri. Fu la prima partecipazione di questo paese ai Giochi olimpici. Non fu conquistata nessuna medaglia.